# Кірово (Рибницький район)
Кірово, Кіров (рос. Кирово; рум. Chirov) — село в Рибницькому районі в Молдові (Придністров'ї).
Згідно з переписом населення 2004 року у селі проживало 37% українців.